# Nameks de Dragon Ball
 (février 2025).
Cet article présente la liste des Nameks de Dragon Ball appartenant à la race des habitants de Namek.
- Haut – A
- B
- C
- D
- E
- F
- G
- H
- I
- J
- K
- L
- M
- N
- O
- P
- Q
- R
- S
- T
- U
- V
- W
- X
- Y
- Z

## C

### Cargot
Cargot (カルゴ, Carugo) fait partie de la race des habitants de la planète Namek.
Cargot apparait dans le volume 21 du manga (En route pour Namek !). C'est le petit frère de Dendé. Il est cruellement assassiné par Freezer alors que ce dernier est à la recherche des Dragon Balls, mais il est probablement ressuscité plus tard par ceux-ci.
À propos du nom
Comme tous les Nameks en général, son nom est en rapport avec les escargots, en l'occurrence il est formé à partir du mot français « Escargot ».

## D

### Dendé
Dendé est un Namek sauvé par Krilin et Son Gohan alors qu'il était sur le point de se faire tuer par Freezer à la recherche des Dragon Balls de Namek. Par la suite, il alla sur Terre pour prendre le titre de Dieu de la planète. C'est le frère de Cargot.
Techniques
- Buku Jutsu
- Soin

À propos du nom
Dendé est un dérivé de denden-mushi, qui signifie « escargot ».

## E

### Esca
Esca (エスカ, Esuka) est un jeune Namek qui apparaît dans le manga Dragon Ball Super. Lorsque Moro arrive sur la nouvelle planète Namek, il absorbera l'énergie vitale de beaucoup de Namekiens, dont Esca. Mais ce dernier sera sauvé par Vegeta. Par la suite, Muri, le nouveau doyen, libérera son potentiel, ce qui permet à Esca d'utilisé la magie de soin.
À propos du nom
Son nom vient du mot « escargot ».

## K

### Katatts
Katatts (カタッツ, Katattsu) est un ancien grand chef qui engendra autrefois le Namek qui deviendrait plus tard le Tout-Puissant et le démon Piccolo.
À propos du nom
Son nom vient de katatsumuri qui signifie « escargot ».

## M

### Monite
Monite (モナイト, Monaito) apparaît dans Dragon Ball Super. C'est un Namek qui habite sur la planète Céréal, ainsi que le créateur des Dragon Balls (et du dragon Toronbo) de cette planète. À la suite du massacre du peuple Céréaliens par les Saiyans, il recueillera Granola et l'élévera comme son propre fils.
À propos du nom
Le prénom Monite vient de l'amonite, un mollusque préhistorique.

### Muri
Muri (ムーリ, Mūri) est le chef d'un des villages attaqués par Freezer et ses soldats. Il devient le successeur de Saichoro comme grand chef des Nameks à la mort de celui-ci.
À propos du nom
Son nom vient du mot katatsumuri qui signifie escargot.

## N

### Nail
Nail (ネイル, Neiru), décédé en 762, est un guerrier Namek qui assure la protection du grand chef des Nameks.
Il apparaît dans la saga Freezer. C'est certainement le plus puissant des Nameks (après Piccolo et Slug), ce qui explique pourquoi il est sous les ordres directs du grand maître. Il est le seul guerrier Namek, hormis Piccolo et Slug. Il combat Freezer pour protéger le maître ainsi que pour donner le temps à Dendé de rejoindre Krilin et Son Gohan pour qu'ils puissent invoquer le Dragon sacré. Il est cependant impuissant face au tyran qui le laisse agonisant lorsqu'il comprend qu'il a été berné. La force de combat de Nail est estimée par le détecteur de Freezer à 42 000 unités sachant que la force ordinaire d'un Namek est dix fois moindre (environ 4 200 unités).
Plus tard, il est découvert par Piccolo (tout juste ressuscité), et il lui propose alors d'assimiler son corps de manière permanente, de façon à augmenter sa puissance et avoir une chance contre Freezer. Piccolo accepte et Nail cesse alors d'exister sous forme physique, mais survit dans l'esprit de Piccolo (plus tard, Piccolo effectue une nouvelle fusion avec Kami-sama).
Nail apparaît très brièvement dans Dragon Ball Super. Pendant le tournoi du pouvoir, Piccolo perd connaissance et Nail apparaît aux côtés du Tout-Puissant dans son subconscient.
À propos du nom
Comme tous les Nameks, son nom a un rapport avec les escargots, en l'occurrence il est tiré du mot anglais « snail ».
Puissance
- Saga Freezer : 42 000[dbz_ep 1]

Techniques
- Agrandissement
- Aibīmu
- Buku Jutsu
- Sai Sei
- Kikoha

### Neva
Neva (ネバ, Neba) apparaît dans la série animé Dragon Ball Daima. C'est un vieux Namek très puissant qui habite dans le Royaume des Démons. C'est lui qui à créer les Dragon Balls de ce monde.

## P

### Démon Piccolo

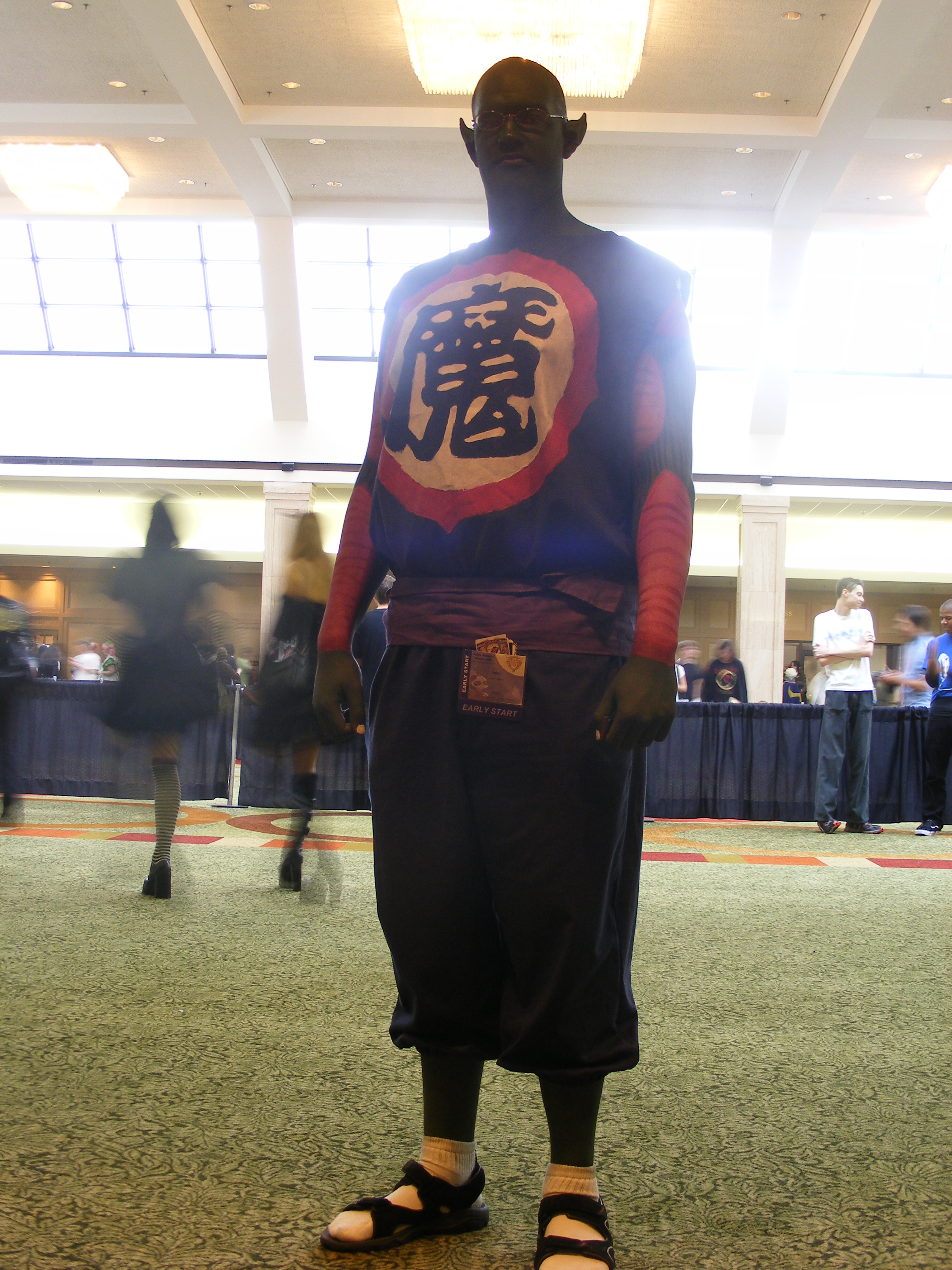
Cosplay du démon Piccolo à l'Anime Weekend Atlanta 15, aux États-Unis en 2009.

Le démon Piccolo (ピッコロ大魔王, Pikkoro Daimaō), doublé par Takeshi Aono en japonais et Philippe Ariotti en français, né en 461 et mort le 9 mai 753, se nommant au titre du Roi démon Piccolo également appelé Piccolo Daimaô ou Satan Petit-Cœur dans les versions antérieures du manga, est un personnage de fiction créé par Akira Toriyama dans le manga Dragon Ball en 1984.
Biographie fictive
Le démon Piccolo est l'entité maléfique créée lorsque le Tout-Puissant chassa le mal de son cœur afin d'accéder au statut de dieu protecteur de la Terre.
Ce monstre, qui est donc une incarnation du mal, dévaste la Terre à l'aide d'une armée de démons qu'il a lui-même créés, avant d'être enfermé dans un auto-cuiseur par maître Mutaito (le maître de Kamé Sennin), grâce à la technique du Mafuba. Trois cents ans plus tard, alors que Son Goku est encore enfant, le démon Piccolo est libéré par Pilaf de l'auto-cuiseur, mais il est maintenant âgé et rêve de récupérer sa jeunesse. Pour cela, il compte récupérer les Dragon Balls qui lui permettraient d'exaucer son souhait.
Il envoie un de ses démons (qui portent tous des noms d'instruments de musique) éliminer tous les participants du dernier Tenkaichi Budokai. Ce démon, Tambourine, tue Krilin et laisse Son Goku (affaibli par sa finale du championnat) pour mort. Le démon Piccolo essaye également de regrouper les Dragon Balls pour demander la jeunesse éternelle au Dragon sacré, mais Kamé Sennin et les autres le font de leur côté pour le mettre en échec. Pendant ce temps, Son Goku fait la connaissance de Yajirobé qui l'aide à vaincre les deux démons envoyés par le démon Piccolo, mais c'est ensuite ce dernier en personne qui se présente. Malgré son courage Son Goku est finalement battu et ne doit sa survie qu'au fait que son adversaire le croit mort (son cœur s'est arrêté quelques instants), Yajirobé le recueille et l'emmène à la tour Karin pour le soigner.
Le démon Piccolo est finalement confronté à Kamé Sennin pour la possession des Dragon Balls, le vieil homme échoue à l'emprisonner à nouveau et meurt, Chaozu est également tué en essayant d'empêcher le démon de formuler son vœu. Ce dernier retrouve la jeunesse et tue Shenron juste après que celui-ci a exaucé son souhait. Il commence alors à étendre un règne de terreur sur le monde. Mais Son Goku, dont les forces ont été décuplées en buvant de l'élixir divin, et Ten Shin Han (qui maîtrise à présent le Mafuba) tentent de le contrer. Ten Shin Han décide d'affronter seul le démon Piccolo. Ce dernier crée alors une nouvelle créature qu'il baptise Drum pour tuer Ten Shin Han. Ten Shin Han est rapidement débordé mais Son Goku est à présent de force à peu près égale à celle du démon, arrive et écrase Drum d'un seul coup. Lors du combat qui s'ensuit, le démon Piccolo utilise toute sa puissance mais Son Goku n'est pas en reste. Finalement, avec un coup de pouce de Ten Shin Han, et bien qu'il n'ait plus qu'un seul bras valide, Son Goku transperce le démon de part en part. Celui-ci parvient avant de mourir à cracher un œuf qui contient son propre fils : Piccolo.
Pendant cette saga (qui met un point final à l'enfance de Son Goku), le démon Piccolo est présenté comme un démon. Plus tard, dans l'histoire, on découvre que c'est en réalité un extraterrestre, au même titre que le Tout-Puissant, qui vient de la planète Namek.
Comme pour son fils Piccolo, s'il meurt, le Tout-Puissant meurt et vice-versa mais comme le démon Piccolo a pondu son fils avant de mourir, le Tout-Puissant n'est pas mort.
Famille
Avant qu'il ne se sépare de Tout-Puissant, celui-ci et lui-même avait pour père Katatts. Lors de sa défaite face à Son Goku, il donne naissance à Piccolo, son fils.
Techniques
- Agrandissement
- Aibīmu
- Buku Jutsu
- Tamago wo umu

Puissance
- 260 (jeune)[db_fr_au 1]

### Pirina
Pirina (ピリナ, Pirina) est un Namek venant de l'univers 6 participant au tournoi du pouvoir. C'est un Super Namek. Il a fusionné avec plusieurs de ses congénères afin d'augmenter sa puissance de combat. Ce qui n'est pas suffisant face à Son Gohan et Piccolo qui parviennent à l'éjecter de la surface de combat, signant la défaite totale de l'univers 6. Après la victoire de l'univers 7 au tournoi, il est ressuscité à la fin du tournoi grâce aux Super Dragon Balls en même temps que son univers.
À propos du nom
Les Pilina est un genre éteint de mollusques marins.

## S

### Saichoroshi
Saichoroshi (最長老, Saichouro), ou Grand Ancêtre dans la version française, est le grand chef des Nameks. C'est lui qui a fait renaitre le peuple Namek, car depuis le cataclysme, il n'y avait que lui de vivant sur la planète. Très ancien, il est capable d'éveiller les forces cachées dans les êtres. C'est ainsi qu'il augmente la puissance de Krilin et Son Gohan lorsque ceux-ci le rencontrent. Vegeta croit que Son Goku est là, alors que ce n'est que Son Gohan. Cela montre que Saichoroshi augmente énormément la puissance des êtres.

### Saonel
Saonel (サオネル, Saoneru) est un Namek venant de l'univers 6 participant au tournoi du pouvoir. C'est un Super Namek. Il ressemble à Piccolo avec une peau verte plus foncée et des habits assez identiques de ceux portés par Nail. Il a fusionné avec plusieurs de ses congénères pour devenir plus fort. Il est éjecté de la surface de combat en même temps que Pirina par Son Gohan et Piccolo signant la défaite totale de son univers au tournoi. Après la victoire de l'univers 7 au tournoi, il est ressuscité à la fin du tournoi grâce aux Super Dragon Balls en même temps que son univers.
À propos du nom
Saonel vient du mot anglais « snail », qui veut dire limace.

### Slug
Slug (スラッグ, Suraggu), doublé par Kenji Utsumi et Yūsaku Yara en japonais et Georges Lycan en français, est un personnage qui n'apparaît que dans l'OAV Dragon Ball Z : Lord Slug (sans insertion dans le scénario général), décédé en 762 environ. C'est un Namek qui a quitté sa planète avant son extinction, tout comme Kami-sama et est par conséquent âgé. À cause d'une mutation rare chez les Namek, seul le Mal a grandi en lui ce qui fait qu'il est encore plus cruel que Piccolo. Une fois arrivé sur Terre, il cherche à réunir les Dragon Balls pour demander à Shenron la jeunesse éternelle. Une fois son vœu exaucé, il répandra sur Terre un nuage recouvrant entièrement la surface du globe pour que ses soldats ne soient pas exposés au Soleil. Il a les mêmes capacités que chaque Namek mais également ses points faibles comme le sifflement. Il se fait mener par Son Goku qui réussit à se transformer en un faux Super Saiyan, se fait blesser grièvement en se faisant transpercer la poitrine, comme pour le démon Piccolo, avant de recevoir un Genki Dama qu'il ne pourra arrêter.
Il apparaît en tant que fantôme dans Dragon Ball Z : Le Plan d'anéantissement des Saïyens.
Techniques
- Buku Jutsu
- Sai Sei

À propos du nom
Slug veut dire « limace » en anglais.

## T

### Tsuno
Tsuno (ツーノ, Tūno) est le chef du village massacré par Vegeta.
À propos du nom
Son nom désigne la corne des gastéropodes.

#### Autre livre
1. 1 2  Le Dictionnaire de Dragon Ball

#### Épisode deDragon Ball Z
1. 1 2  Dragon Ball Z – Épisode 71

#### Ouvrage

##### Autre livre
- Akira Toriyama (trad. du japonais par Olivier Huet), Le Dictionnaire de Dragon Ball, Grenoble, Glénat, coll. « Art of », 3 novembre 1999, 312 p., 18,8 × 26,3 cm, couverture couleur, broché (ISBN 978-2-7234-2945-0 et 2-7234-2945-8, OCLC 422071415, BNF 39110010, présentation en ligne)

#### Sites web
- Cet article est partiellement ou en totalité issu de l'article intitulé « Cargot » (voir la liste des auteurs).

- Cet article est partiellement ou en totalité issu de l'article intitulé « Nail » (voir la liste des auteurs).

- Cet article est partiellement ou en totalité issu de l'article intitulé « Démon Piccolo » (voir la liste des auteurs).

- Cet article est partiellement ou en totalité issu de l'article intitulé « Slug (Dragon Ball) » (voir la liste des auteurs).